# Mel·lària
|  | Pel que fa a una altra ciutat del mateix nom a la Bètica, al país dels bàstuls, vegeu Mel·lària dels bàstuls. |

Mel·lària (en llatí: Mellaria, en grec antic: Μελλαρία) va ser una ciutat de l'interior de la Bètica, del convent jurídic de Corduba, a la via entre Corduba i Emèrita. Podria ser la moderna Fuente Obejuna. En parla Plini el Vell, i consta a l'Itinerari d'Antoní.